# Avenue de l'honneur

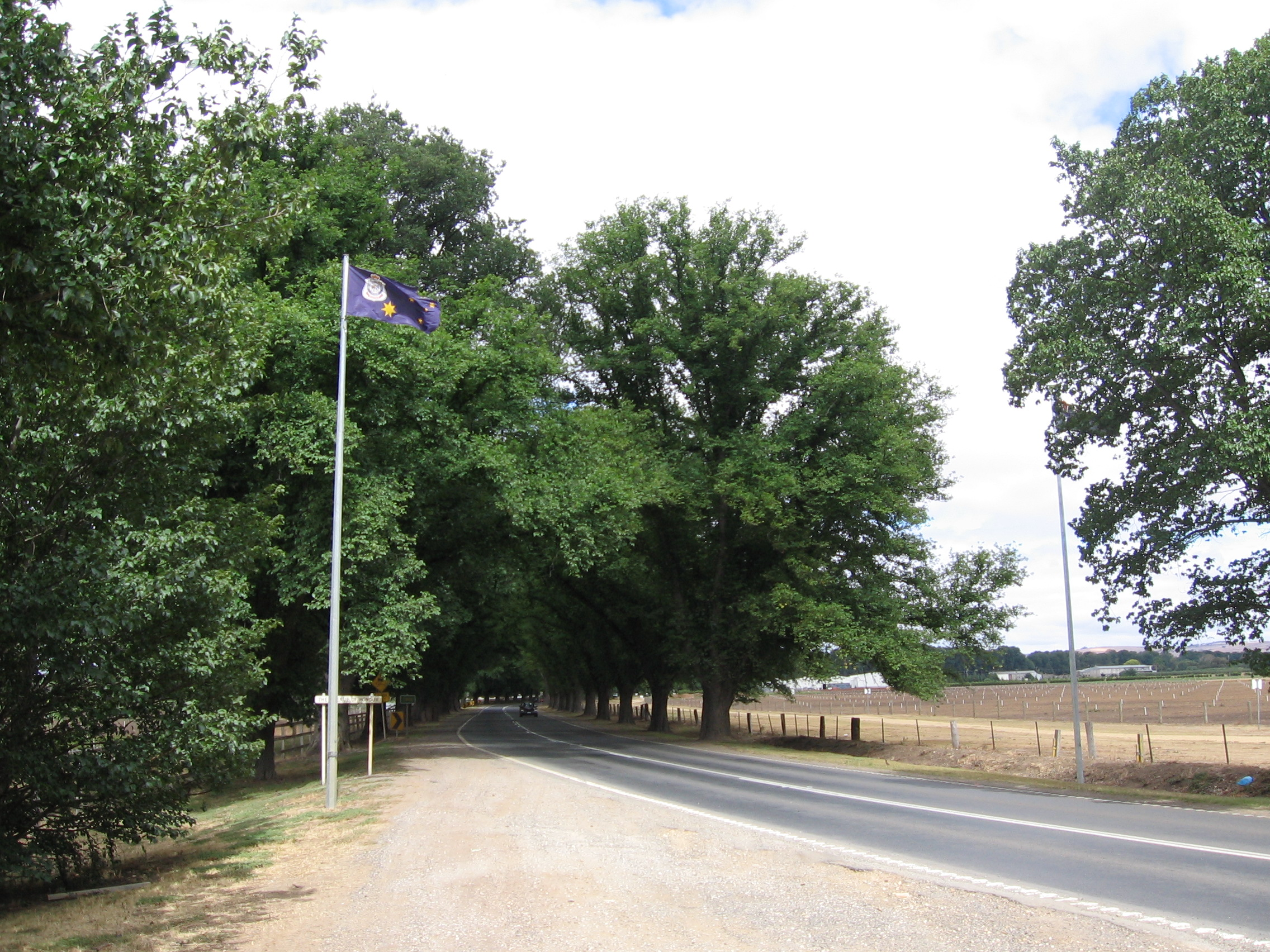
Début de l'avenue de l'honneur de Bacchus Marsh.

Une avenue de l'Honneur (en anglais : Avenue of Honour) est le nom donné à une avenue bordée d'arbres, souvent exotiques, construite en souvenir des soldats tués pendant une guerre et où chaque arbre symbolise un soldat tué ou blessé. La plupart du temps les arbres possèdent des plaques portant le nom de la personne honorée.
Cette tradition qui a son origine dans les régions des anciennes mines d'or de l'État du Victoria en Australie participe pour beaucoup à la culture du pays.
La plupart de ces avenues ont été construites en l'honneur des soldats de la ville blessés ou tués pendant la Première Guerre mondiale. Comme les unités regroupaient les soldats selon leur lieu de recrutement, les grandes batailles entrainaient souvent la mort de nombreux habitants de la ville.
Bien que la majorité de ces rues ait été plus ou moins touchée par le développement des villes, le phénomène est maintenant reconnu par la National Trust of Australia et ces avenues restent protégées.

## Liste des "Avenues of Honour" au Victoria
- Ballarat - la plus ancienne (1917) et la plus longue (22 kilomètres et 3 912 arbres)
- Bacchus Marsh
- Booroopki
- Lysterfield
- Lakes Entrance
- Woodend North
- Buchan South

### "Avenues of Honour" hors du Victoria
- Hobart
- Cowra
- Albany, Armadale